# داريل غامبل
داريل غامبل (بالإنجليزية: Darryl Gamble)‏ هو لاعب كرة قدم أمريكية أمريكي، ولد في 17 نوفمبر 1987 في روتشستر في الولايات المتحدة.

## وصلات خارجية
- داريل غامبل على موقع مرجع كرة القدم المحترفة.كوم (الإنجليزية)